# Église Saint-Patrick de Gundagai
Pour les articles homonymes, voir Église Saint-Patrick.
L’église Saint-Patrick (anglais : Saint Patrick's Church) est un édifice religieux catholique de la fin du XIXe siècle situé à Gundagai, en Australie.

## Situation et accès
L’édifice est situé dans la rue Homère (anglais : Homer Street), au sud de la ville de Gundagai et plus largement au sud du conseil de la région de Cootamundra-Gundagai.

## Histoire
La cérémonie de pose de la première pierre a lieu le 17 mars 1885. Celle de dédicace, le 20 novembre 1887.

## Structure

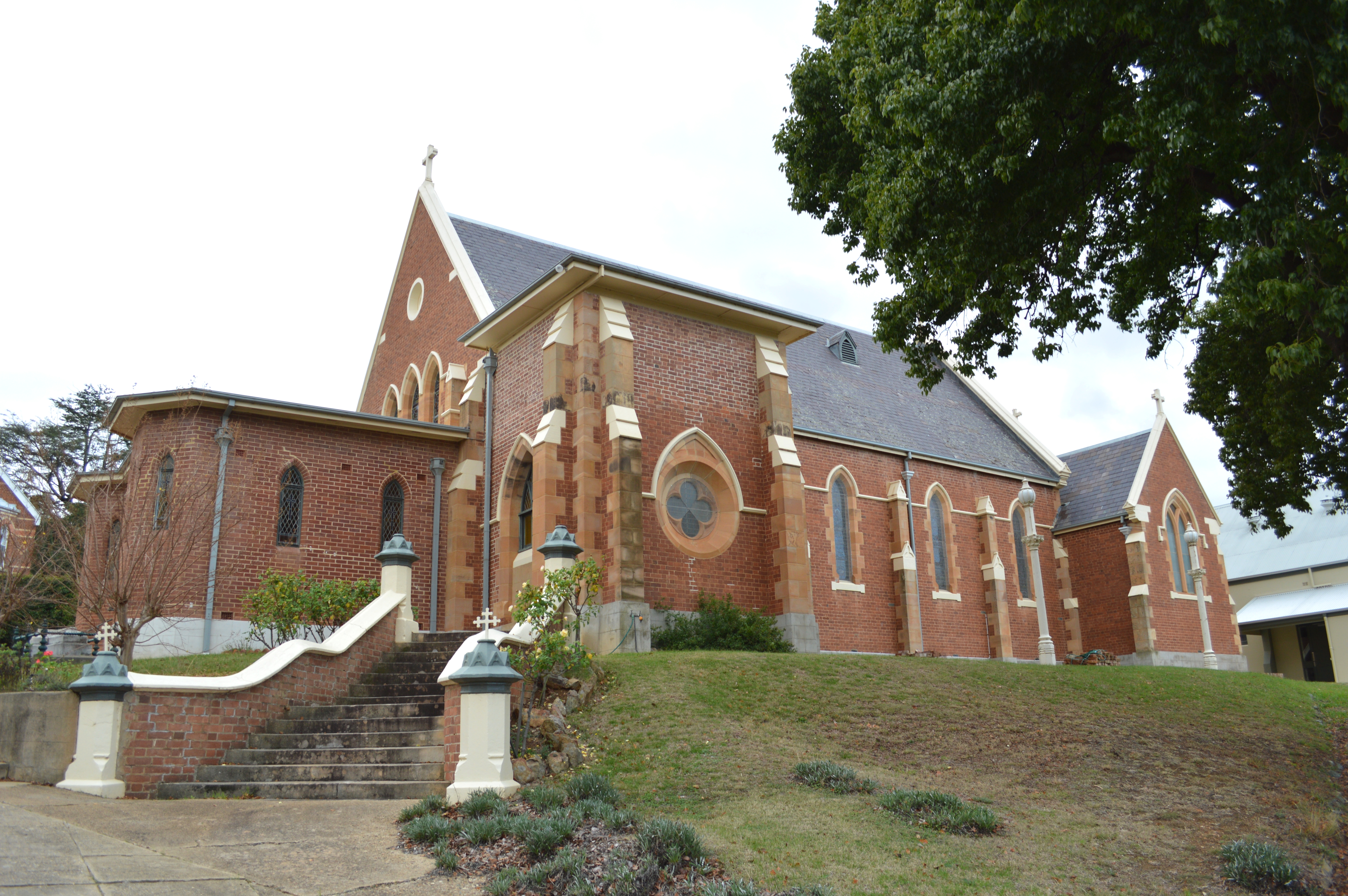
Vue d'ensemble depuis le sud-ouest, en mai 2013.
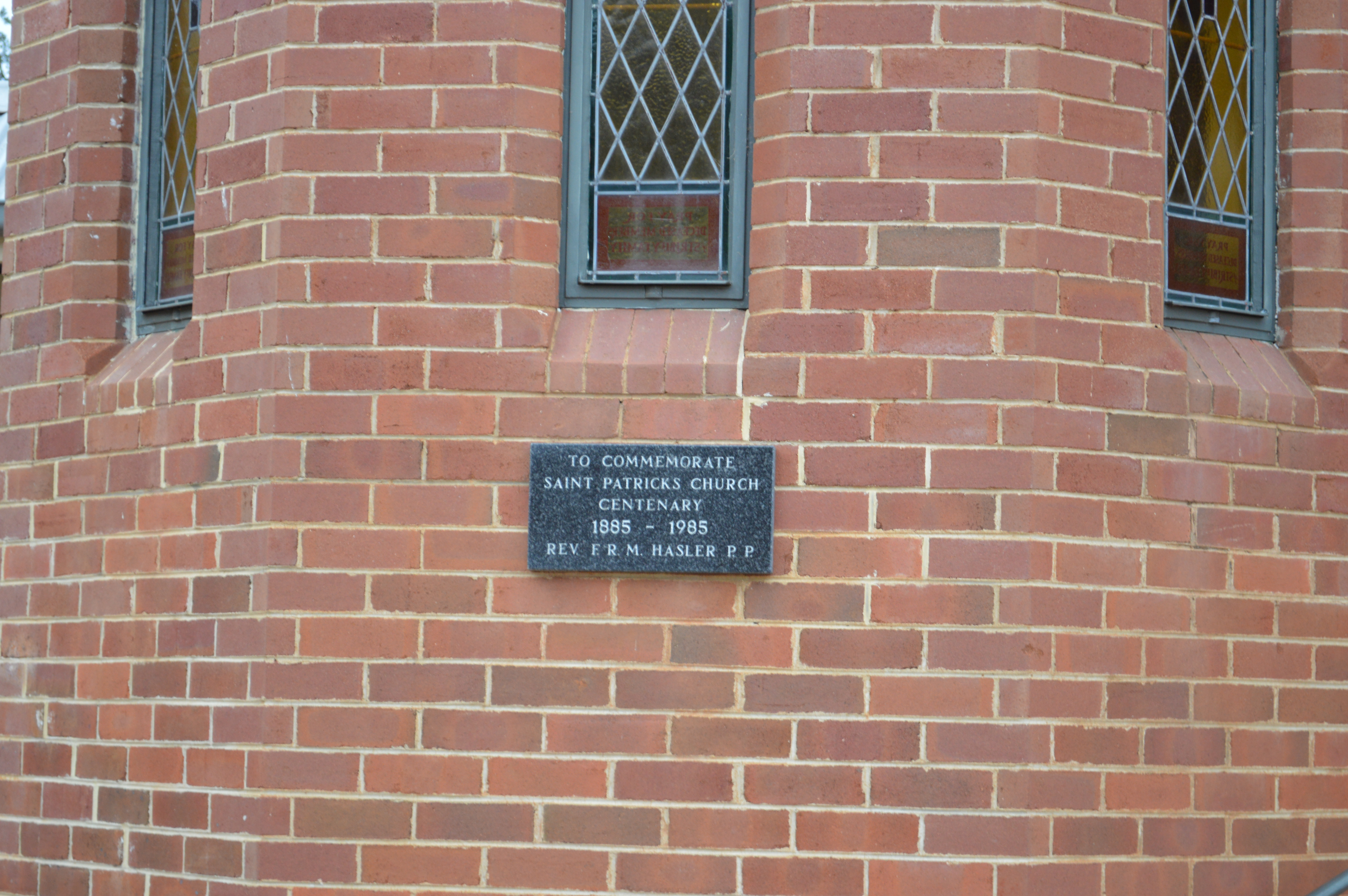
Plaque commémorative du centenaire 1885-1985, en mai 2013.
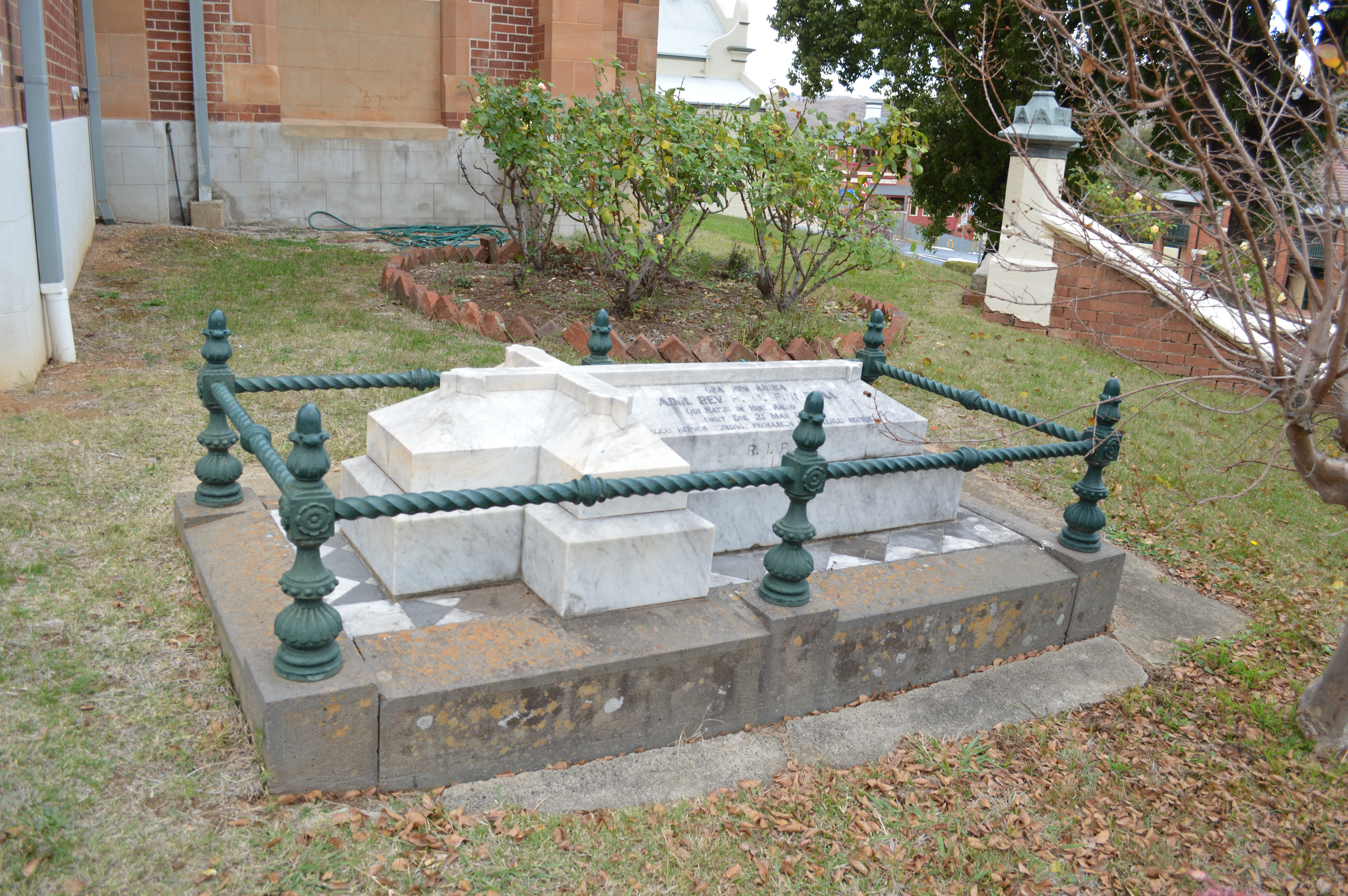
Tombe près de l'église, en mai 2013.